# Гелете Бурка
Гелете Бурка — эфиопская легкоатлетка, которая специализируется в беге на средние и длинные дистанции. Специализируется в беге на 1500 метров. Профессиональную спортивную карьеру начала в 2003 года, когда на чемпионате мира по кроссу заняла 3-е место в личном первенстве и 1-е место в командном зачёте в забеге юниорок. На мировом первенстве в Хельсинки финишировала 8-й. На Олимпийских играх 2008 года не смогла пройти дальше предварительных забегов.
Серебряная призёрка чемпионата Африки 2010 года. На чемпионате мира в Тэгу не смогла выйти в финал. На Олимпиаде в Лондоне заняла 5-е место в беге на 5000 метров.
Победительница пробега Carlsbad 5000 2013 года.

## Достижения
Золотая лига
- 2006: 5000 м  Meeting Gaz de France – 14.55,02
- 2006: 5000 м  Golden Gala – 14.54,15
- 2007: 1500 м  Meeting Gaz de France – 4.00,68
- 2009: 2000 м  Memorial Van Damme – 5.30,19

Бриллиантовая лига
- 2010: 1500 м  Qatar Athletic Super Grand Prix – 4.02,16
- 2010: 1500 м  Adidas Grand Prix – 4.03,35
- 2010: 1500 м  Athletissima – 3.59,28
- 2010: 1500 м  Weltklasse Zürich – 4.02,26
- 2011: 1500 м  Golden Gala – 4.03,28
- 2011: 1500 м  Prefontaine Classic – 4.04,63
- 2012: 5000 м  Adidas Grand Prix – 15.02,74
- 2013: 5000 м  Meeting Areva – 14.42,07